# 島津都美
島津 都美（しまづ とみ、享保12年（1727年） - 延享2年11月7日（1745年11月29日））は、加治木島津家当主島津久門の正室。父は垂水島津家当主・島津貴儔。母は貴儔の正室・鎌鶴（先代垂水家当主・島津忠直（島津綱貴三男）の次女）。妹に梅（島津久柄室）。実子に島津重豪がいる。院号は正覚院。都美の父・貴儔は薩摩藩5代藩主・島津吉貴の三男のため、都美は吉貴の孫にあたる。

## 生涯
寛保3年（1743年）に薩摩藩主・島津継豊の息子で加治木島津家当主・島津久門の正室に迎えられた。延享2年（1745年）に長男・重豪を出産するもその日のうちに19歳で死去。都美は結局、夫や子が薩摩藩主となることは知る由もなかった。
生後間もなくして母を失った重豪は義理の祖母・浄岸院と父の継室となった村に養育された。重豪は母の三十三回忌の安永6年（1777年）に都美の墓の隣に供養塔を建立した。この供養塔は「亀墓」と呼ばれている。